# Otto Martin Torell
Otto Martin Torell (ur. 5 czerwca 1828 w Varberg, zm. 11 września 1900) – szwedzki geolog i zoolog.

## Życiorys
Odebrał edukację w zakresie medycyny w Lund, ale zainteresował się zoologią oraz geologią i poświęcił się tym dziedzinom nauki. W szczególności skupiał się na badaniach bezkręgowców i zmianach geologicznych, które zaszły w plejstocenie. W 1850 roku zastosował teorię Louisa Agassiza o epoce lodowej, aby wyjaśnić swoje obserwacje arktycznych mięczaków na szwedzkim wybrzeżu. W latach 1856–1859 badał lodowce w Szwajcarii i Islandii oraz na Spitsbergenie i Grenlandii. W 1861 roku dowodził, wraz z Adolfem Erikiem Nordenskiöldem, pierwszą szwedzką ekspedycją na Morze Arktyczne. Pięć lat później został profesorem zoologii i geologii na uniwersytecie w Lund, a w 1871 r. przewodniczącym Szwedzkiej Służby Geologicznej i przekształcił ją w prestiżową instytucję naukową. Jego dorobek naukowy nie był wielki, ale miał znaczący wpływ na promocję wiedzy geologicznej w Szwecji. Jego arktyczne ekspedycje pozwoliły mu wyjaśnić pochodzenie głazów narzutowych w północnej Europie i wykazać ich pochodzenie glacjalne.
W listopadzie 1875 roku na posiedzeniu Niemieckiego Towarzystwa Geologicznego w Berlinie przedstawił próbki skalne zebrane w Rüdersdorf koło Berlina i wykazał, że widoczne na nich ślady działania lodowca są identyczne ze śladami znanymi ze Skandynawii. Na tej podstawie dowodził, że cała Europa była kiedyś pokryta przez lodowce skandynawskie i alpejskie. W przeciwieństwie do Agassiza opisywał lodowce jako posuwające się powolnym, ledwo dostrzegalnym ruchem. Wcześniej, w 1872 roku, opublikował na łamach pisma Królewskiej Szwedzkiej Akademii Nauk Proceedings of the Royal Swedish Academy (oryg.: Kungliga Vetenskapsakademiens Förhandligar) swą teorię o lądolodzie.
W systemie International Plant Names Index opisane przez niego taksony są oznaczane Torell. Na jego cześć jednemu rodzajowi kopalnych roślin nadano nazwę Torellia Heer 1870.